# Het Slagman
Het Slagman is een zwembad in de Enschedese wijk Bolhaar. Het is in 1976 gebouwd en wordt beheerd door Sportaal B.V.
Het Slagman ligt in het Noorden van Enschede dicht bij de voetbalaccommodaties van EMOS en PW, de velden van hockeyclub PW en de golfbaan van de golfclub PW.
Het zwembad bestaat uit een 25 meter wedstrijdbad, een duikplank en een sta-diep instructiebad. Het wedstrijdbad wordt gebruikt door EZC en ZPV Piranha. In het bad vinden zowel zwem- als waterpolowedstrijden plaats. Het is het enige wedstrijdbad in Enschede. Daarnaast wordt er elk jaar de zwemvierdaagse gehouden.